# Florissant-Klasse (1671)
Die Florissant-Klasse war eine Klasse von zwei 70-Kanonen-Linienschiffen der französischen Marine, die von 1671 bis 1696 in Dienst stand.

## Allgemeines
Die Klasse wurde von dem Marinearchitekten Rodolphe Gédéon als verlängerte Version des 68-Kanonen-Linienschiffes Royale Thérèse entworfen und im Marinearsenal von Toulon zwischen 1669 und 1671 gebaut. Nach damaliger französischer Klassifikation handelte sich um nominelle Dreidecker. Die Schiffe der Klasse waren ursprünglich auf die Namen Rubis (Florissant) und Joli (Henri) getauft, wurden aber bereits am 24. Juni 1671 umgetauft und im selben Jahr vom 1. in den 2. Rang herabgestuft.

## Einheiten
| Name       | Bauwerft          | Bestellung | Kiellegung | Stapellauf       | Indienststellung | Verbleib                                       |
| ---------- | ----------------- | ---------- | ---------- | ---------------- | ---------------- | ---------------------------------------------- |
| Florissant | Arsenal de Toulon | 1667       | März 1669  | 15. Oktober 1670 | 1671             | Im Jahr 1696 außer Dienst und 1700 abgebrochen |
| Henri      | Arsenal de Toulon | 1667       | April 1670 | 2. Oktober 1670  | 1671             | Im Juni 1687 in Toulon zum Abbruch verkauft    |

## Technische Beschreibung
Die Klasse war als Batterieschiff mit zwei durchgehenden Geschützdecks konzipiert und hatte eine Länge von 47,43 Metern (Geschützdeck) bzw. 37,68 Metern (Kiel), eine Breite von 12,67 Metern und einen Tiefgang von 5,52 Metern bei einer Verdrängung von 1400 Tonnen. Sie waren Rahsegler mit drei Masten (Fockmast, Großmast und Kreuzmast). Der Rumpf schloss im Heckbereich mit einem Heckspiegel, in den Galerien integriert waren, die in die seitlich angebrachten Seitengalerien mündeten.
Die Besatzung hatte eine Stärke von 455 Mann (5 Offiziere und 450 Unteroffiziere bzw. Mannschaften). Die Bewaffnung der Klasse bestand bei Indienststellung aus 70 Kanonen, wobei sich die Anzahl von diesen im Laufe der Dienstzeit veränderte.
|        | Unteres Batteriedeck            | Oberes Batteriedeck             | Backdeck      | Achterdeck     | Kanonen (Geschossgewicht) |
| ------ | ------------------------------- | ------------------------------- | ------------- | -------------- | ------------------------- |
| Design | 12 × 24-Pfünder 14 × 18-Pfünder | 14 × 18-Pfünder 12 × 12-Pfünder | 6 × 8-Pfünder | 12 × 8-Pfünder | 70 Kanonen (264,33 kg)    |